# Episodi de Die Camper (ottava stagione)
L'ottava stagione della serie televisiva Die Camper è stata trasmessa in anteprima in Germania da RTL Television tra il 14 gennaio 2005 e il 29 aprile 2005.
| nº | Titolo originale | Titolo italiano | Prima TV Germania | Prima TV Italia |
| -- | ---------------- | --------------- | ----------------- | --------------- |
| 1  | Frauenfußball    | inedito         | 14 gennaio 2005   | inedito         |
| 2  | Die Dose         | inedito         | 21 gennaio 2005   | inedito         |
| 3  | Der Vibrator     | inedito         | 28 gennaio 2005   | inedito         |
| 4  | Der Trecker      | inedito         | 4 febbraio 2005   | inedito         |
| 5  | Der Voyeur       | inedito         | 11 febbraio 2005  | inedito         |
| 6  | Windpocken       | inedito         | 18 febbraio 2005  | inedito         |
| 7  | Der Clown        | inedito         | 25 febbraio 2005  | inedito         |
| 8  | Das Jubiläum     | inedito         | 4 marzo 2005      | inedito         |
| 9  | Der Tanzkurs     | inedito         | 11 marzo 2005     | inedito         |
| 10 | Camping Radio    | inedito         | 18 marzo 2005     | inedito         |
| 11 | Der Autokauf     | inedito         | 1º aprile 2005    | inedito         |
| 12 | Heuschnupfen     | inedito         | 22 aprile 2005    | inedito         |
| 13 | Freiheit         | inedito         | 29 aprile 2005    | inedito         |